# Гончарова Тетяна Валентинівна
Тетя́на Валенти́нівна Гончаро́ва (нар. 1960, місто Дніпропетровськ, тепер Дніпро) — українська та радянська діячка, секретар ЦК ЛКСМУ, голова Національної ради Федерації дитячих організацій України.

## Життєпис
Народилася в родині робітників.
У 1982 році закінчила історичний факультет Дніпропетровського державного університету імені 300-річчя возз'єднання України з Росією, здобула спеціальність викладача історії та суспільствознавства.
У 1982—1986 роках — вчитель історії та суспільствознавства, секретар комітету комсомолу середнього сільського професійно-технічного училища (ССПТУ) № 20 міста Дніпропетровська.
Член КПРС до 1991 року.
У 1986—1988 роках — секретар Дніпропетровського міського комітету ЛКСМУ — завідувач відділу учнівської молоді та піонерів.
У січні 1988 — серпні 1989 року — інструктор Дніпропетровського міського комітету КПУ.
У серпні — вересні 1989 року — директор середньої школи № 21 міста Дніпропетровська.
9 вересня 1989 — 1991 року — секретар ЦК ЛКСМУ.
Одночасно у вересні 1989 — листопаді 1990 роках — голова Республіканської ради піонерської організації ЛКСМУ.
З 21 листопада 1990 по 1999 рік — голова Координаційної ради Спілки піонерських організацій України. У 1999—2002 роках — голова Національної ради Федерації дитячих організацій (Спілки піонерських організацій) України.
З 2002 року — голова Національної ради Федерації дитячих організацій України.
Також займалася бізнесом: була керівником компаній «Далмор» та «ВМТ ГРУП».